# Джош Г'юстон
Джошуа Г'юстон (англ. Joshua "Josh" Heuston; 18 листопада 1996) — австралійський актор і модель. Найбільш відомий за ролями в австралійських телесеріалах Дайв-клуб (2021), Більше, ніж це (2022), Школа розбитих сердець (2022) і Балі 2002 (2022), а також за роботою в моделінгу.

## Раннє життя та освіта
Г'юстон народився і виріс у Сіднеї і має англо-шрі-ланкійське походження.

## Кар'єра

### Моделювання
Г'юстон працював барменом на першому курсі університету, коли йому запропонували стати моделлю. Після деяких роздумів він почав вивчати фотографію та стиль, а потім серйозно зайнявся публікаціями в Instagram та YouTube, де швидко став популярним автором контенту. Г'юстон працював над кампаніями для таких великих брендів, як Fendi, Gucci, Louis Vuitton, David Jones і Burberry, серед багатьох інших. Його запрошували сидіти в першому ряду подіуму в Мілані та Шанхаї для показу Tommynow Drive від Tommy Hilfiger, а також проводив зустріч з представниками бренду в Сіднеї.
У 2018 році він дебютував на Тижні моди Mercedes Benz в Австралії, дефілюючи для бренду Justin Cassin.
У 2020 році Г'юстон взяв участь у кампанії Bumble в Австралії, де був представлений його профіль для знайомств, який заохочував "віртуальні знайомства" під час пандемії.

## Акторська діяльність
Г'юстон заявив, що його зрадила власна сором'язливість, і він ніколи не займався драматичним мистецтвом у школі. Після знімання у кліпі на пісню Super Cruel Sicklaced з Картією Маллан у 2017 році, Г'юстон закохався в акторську майстерність і розпочав заняття.
Дебют Г'юстона на екрані відбувся в підлітковому трилері Дайв-клуб, де він знявся разом з Мією Меддерн і Джорджією-Мей Девіс, який транслювався на австралійському каналі Network 10, а потім вийшов на міжнародному каналі Netflix. Дія серіалу розгортається у вигаданому приморському містечку Мис Милосердя і зосереджується на групі школярок-дайверів, які займаються океанським дайвінгом. Г'юстон грає роль Генрі, сумного хлопчика із золотим серцем, мешканця містечка. Знімання серіалу проходили на Великому Бар'єрному рифі в Порт-Дугласі, Квінсленд.
Г'юстон зіграв невелику нерозмовну роль у фільмі Тор: Любов і грім у ролі «красеня Зевса». Він грає Дасті у серіалі Школа розбитих сердець (2022 - дотепер), перезапуску однойменного серіалу 1990-х років на Netflix. У грудні 2022 року було оголошено, що Г'юстон отримав роль Костянтина Корріно у майбутньому телесеріалі-приквелі до фільмуДюна, під назвою Дюна: Сестринство.

## Фільмографія
- Дайв-клуб[en] (2021) — Генрі
- Більше, ніж це (2022) — Семмі
- Тор: Любов і грім (2022) — красунчик Зевса
- Школа розбитих сердець[en] (2022 - дотепер) — Дасті Рід
- Балі 2002[en] (2022) — Люк Біслі
- Нарешті я (2022) — Баррі
- Дюна: Сестринство (TBA) — Костянтин Корріно